# Felix Gmür
Felix Gmür (Lucerna, 7 giugno 1966) è un vescovo cattolico svizzero, dal 23 novembre 2010 vescovo di Basilea.

## Biografia
È nato il 7 giugno 1966 a Lucerna, in Svizzera.
È stato ordinato presbitero il 30 maggio 1999 per la Diocesi di Basilea, dalle mani di monsignor Kurt Koch, ordinario diocesano.
È stato nominato vescovo di Basilea dal 23 novembre 2010. È succeduto al cardinale Kurt Koch, nominato presidente del Pontificio consiglio per la promozione dell'unità dei cristiani e della Commissione per i Rapporti Religiosi con l'Ebraismo, che gli ha conferito l'ordinazione episcopale nella chiesa di San Martino ad Olten il 16 gennaio dell'anno successivo. Co-consacranti sono stati Norbert Brunner, vescovo di Sion, e Robert Zollitsch, arcivescovo metropolita di Friburgo in Brisgovia.
È stato vicepresidente della Conferenza dei vescovi svizzeri dal 1º gennaio 2016 al 1º gennaio 2019 e presidente della stessa dal 1º gennaio 2019 al 1º gennaio 2025.
Nel 2023 si è espresso a favore del sacerdozio femminile e dell'abolizione del celibato sacerdotale.

## Genealogia episcopale e successione apostolica
La genealogia episcopale è:
- Cardinale Scipione Rebiba
- Cardinale Giulio Antonio Santori
- Cardinale Girolamo Bernerio, O.P.
- Arcivescovo Galeazzo Sanvitale
- Cardinale Ludovico Ludovisi
- Cardinale Luigi Caetani
- Cardinale Ulderico Carpegna
- Cardinale Paluzzo Paluzzi Altieri degli Albertoni
- Papa Benedetto XIII
- Papa Benedetto XIV
- Papa Clemente XIII
- Cardinale Enrico Benedetto Stuart
- Papa Leone XII
- Cardinale Chiarissimo Falconieri Mellini
- Cardinale Camillo Di Pietro
- Cardinale Mieczysław Halka Ledóchowski
- Cardinale Jan Maurycy Paweł Puzyna de Kosielsko
- Arcivescovo Józef Bilczewski
- Arcivescovo Bolesław Twardowski
- Arcivescovo Eugeniusz Baziak
- Papa Giovanni Paolo II
- Cardinale Kurt Koch
- Vescovo Felix Gmür

La successione apostolica è:
- Vescovo Josef Stübi (2023)